# Sceloporus teapensis
Sceloporus teapensis (теапська рожевочерева ігуана) — вид ігуаноподібних ящірок родини фриносомових (Phrynosomatidae). Мешкає в Мексиці і Центральній Америці.

## Поширення і екологія
Теапські рожевочереві ігуани мешкають на південному сході Мексики, в штатах Веракрус, Оахака, Табаско і Кампече, а також в Гватемалі і Белізі. Вони живуть на узліссях вологих тропічних лісів, у вторинних заростях та в саванах, трапляються в садах, поблизу людських поселень та в руїнах маянських міст. Зустрічаються на висоті до 800 м над рівнем моря.